# Satura
Satura is het derde studioalbum van het Duitse muziekduo Lacrimosa.

## Tracklist
1. Satura - 9:24
2. Erinnerung - 6:39
3. Crucifixio - 6:24
4. Versuchung - 8:39
5. Das Schweigen - 8:04
6. Flamme im Wind - 10:31